# Región de Carelia Meridional
Carelia Meridional es una región de Finlandia. Limita con las regiones de Kymenlaakso, Savonia del Sur, Carelia Septentrional y parte de Rusia. Forma parte del área geográfica de Carelia.
Es la 16.ª región más poblada del país y ocupa el puesto 13.ª en términos de superficie.

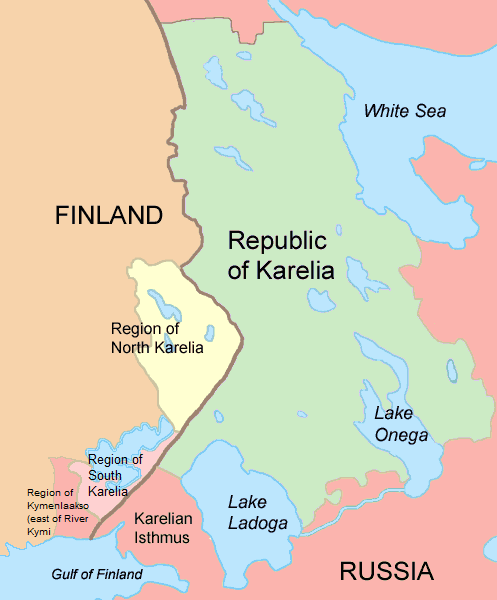
Las Regiones del Norte y Sur de Carelia se encuentran en Finlandia y la República de Carelia en Rusia.

## Geografía
Es un área pequeña, reducida por la historia a un mínimo. A tan sólo unos pocos kilómetros de distancia del lago Saimaa y el tormentoso río Vuoksi, en la frontera rusa.

## Municipios
Carelia Meridional se divide en 10 municipios:

### Distrito de Lappeenranta
- Lappeenranta (Villmansstrand)

### Saimaa occidental
- Lemi
- Luumäki
- Savitaipale
- Taipalsaari

### Distrito de Imatra
- Imatra
- Parikkala
- Rautjärvi
- Ruokolahti